# Арт Імлех
Арт Імлех (ірл. Art Imlech) — верховний король Ірландії (за середньовічною ірландською історичною традицією). Час правління: 777—755 до н. е. (згідно «Історії Ірландії» Джеффрі Кітінга) або 1014—1002 до н. е. згідно хроніки Чотирьох Майстрів. Син Еліма Олфінехта (ірл. — Elim Olfínechta). Прийшов до влади вбивши свого попередника Гіалхада, що вбив його батька. Правив Ірландією дванадцять або двадцять два роки. За час його правління в Ірландії було збудовано сім фортець, які були від контролем верховного короля. Був вбитий у битві сином Гіалхада — Нуаду Фінна Файлом (ірл. — Nuadu Finn Fáil). «Книга захоплень Ірландії» синхронізує його правління з часом правління царів Мідії — Фраортеса (665—633 до н. е.) та Кіаксара (625—585 до н. е.).